# Церква Успіння Пресвятої Богородиці (Гермаківка, УГКЦ)
Церква Успіння Пресвятої Богородиці в Гермаківці — парафія і храм греко-католицької громади Мельнице-Подільського деканату Бучацької єпархії Української греко-католицької церкви в селі Гермаківка Чортківського району Тернопільської области.

## Історія церкви
Згідно з архівними джерелами, у селі Гермаківка (Єрмаківка) була мурована греко-католицька церква Успіння Пресвятої Богородиці, збудована у 1815 році.
2 червня 1836 року село відвідав митрополит Михайло Левицький.
У 1937 році на парафії відбулася місія, яку проводили отці Редемптористи, зокрема о. Володимир Стернюк.
До 1946 року парафія належала до УГКЦ, а потім була перереєстрована у приналежності до РПЦ.
З 1991 року храм належить ПЦУ.
У 1990 році менша частина громади повернулася в лоно УГКЦ.
13 травня 1990 року єпископ Павло Василик освятив відновлені «Три Хрести» на честь скасування панщини, де греко-католики збиралися на богослужіння до 1998 року.
З 1998 по 2009 рік богослужіння проводили в переобладнаній каплиці (колишньому магазині).
4 жовтня 2009 року Апостольський Адміністратор Бучацької єпархії о. Димитрій Григорак освятив відреставрований костел 1909 року забудови як новий храм для греко-католицької громади.
При парафії діють:
- Спільнота «Матері в молитві».
- Братство «Апостольство молитви».
- Вівтарна дружина.

На території парафії є:
- Три хрести на честь скасування панщини.
- Фігури Богородиці та Ісуса Христа.
- Місійний хрест (на місці читальні «Просвіти»).
- Могила воїнів УПА.
- Монумент Борцям за волю України.
- Пам'ятник районному провіднику ОУН Андрію Назарківу («Зелений»).
- Каплиця з дерев'яною фігурою Богородиці з Дитятком (близько 1820 року).

У власності парафії є проборство.

## Парохи
- о. Володимир Стернюк,
- о. Володимир Савчинський,
- о. Іван Волошин (1 жовтня 1913—1960),
- о. Микола Жук,
- о. Іван Сабала (1991—1992),
- о. Ярослав Капулов (1992—1995),
- о. Василь Стасів (1995—1996),
- о. Михайло Грицьків (1996—2010),
- о. Володимир Старик (з 27 червня 2010).